# زمین پاک
زمین پاک (به انگلیسی: Pure Earth)، یک سازمان بین‌المللی غیرانتفاعی مستقر در نیویورک است که در سال ۱۹۹۹ بنیان‌گذاری شد و برای شناسایی، پاک‌سازی و حل مشکلات آلودگی در کشورهای با درآمد کم و متوسط، که در آن غلظت بالای آلودگی سمی اثرات نابودکنندگی بر بهداشت و سلامتی دارد، کار می‌کند. به خصوص در بارهٔ کودکان این جوامع به‌طور نامتناسبی از بیماری‌های مرتبط با آلودگی رنج می‌برند. زمین پاک تنها سازمان مهم در نوع خود است که برای حل آلودگی در مقیاس جهانی کار می‌کند.
کار زمین پاک بر دو آلاینده کلیدی متمرکز است: سرب و جیوه.
زمین پاک توسط ناوبری خیریه (Charity Navigator) به عنوان یکی از برترین سازمان‌های غیرانتفاعی ایالات متحده شناخته شده‌است.